# Phare du Grand Léjon
Pour les articles homonymes, voir Grand Léjon.
Le phare du Grand Léjon se situe en mer à 9 milles (environ 16,5 km) au large de Saint-Quay-Portrieux dans les Côtes-d'Armor, à l'extrémité sud du plateau du Grand Léjon. Il indique l'entrée de la baie de Saint-Brieuc.

## Histoire
La construction du phare se fit en deux étapes. De 1859 à 1862, une première tour tronconique est érigée en maçonnerie, afin de recevoir un feu.
Durant le chantier de 1860, une lame de plus de cinq mètres de haut retourne une des embarcations du chantier de construction. Les deux hommes à bord, deux frères de la famille Bougeard, âgés de 30 ans et de 15 ans, se noient. L'administration des phares et balises demande que soit allouée à leur mère, veuve, dont ils avaient la charge, une indemnité de 300 francs pour ses deux fils et de 1500 francs pour l'embarcation perdue.
En 1879, des travaux d'exhaussement sont entrepris. Le 20 juin 1881, le feu est allumé au sommet de la tourelle désormais haute de 23,40 m pour porter le feu et abriter les gardiens.
En 1888, un signal sonore fut installé à la demande des marins. En effet, le signal lumineux était inefficace par temps de brume. Un mécanisme à marteaux actionnés par la houle équipa la tourelle.

## Le phare dans les arts
En 2019, La Poste a émis un carnet de douze timbres à validité permanente intitulé « Repères de nos côtes » dans lequel figure le phare du Grand Léjon.

## Sources